# Volimidia
Volimidia (en griego, Βολιμίδια) es un yacimiento arqueológico situado en una colina ubicada cerca de la localidad de Jora, en el municipio de Pilos-Néstor, Mesenia, en Grecia. Las excavaciones han sido dirigidas durante la década de 1950 por Spyridon Marinatos.
En este yacimiento arqueológico se han encontrado los restos de numerosos monumentos funerarios que estuvieron en uso entre los periodos Heládico Reciente I y Heládico Reciente IIIB, aunque algunos de ellos fueron reutilizados en los periodos geométrico, helenístico y romano. Se cree que en la Edad del Bronce el lugar se identificaba con el topónimo Pa-ki-ja-ne que aparece en las tablillas de lineal B y del que se sabe que designaba un importante lugar de culto religioso.
Son destacables los ajuares funerarios que se hallaron, donde se encontró especialmente cerámica de alta calidad. Hay cuatro grupos de tumbas; así, se distinguen el grupo Angelopoulos, el grupo Koroni, el grupo Tsoulea/Voria y el grupo Kefalóvrisos.